# 费伦蒂洛
费伦蒂洛（義大利語：Ferentillo），是意大利特尔尼省的一个市镇。总面积69平方公里，人口1960人，人口密度28.4人/平方公里（2009年）。ISTAT代码为055012。